# Tito Bottà
Tito Bottà (Cosio Valtellino, 22 ottobre 1943 – 14 febbraio 2015) è stato un politico italiano.
Laureato in economia e commercio all'Università Bocconi è stato sindaco di Morbegno dal 1980 al 1990. Viene eletto Presidente della Provincia di Sondrio nel 1990, carica che manterrà fino al 1993.